# Piero Sraffa
Piero Sraffa (Turín, 5 de agosto de 1898 - Cambridge, Inglaterra, 3 de septiembre de 1983) fue un influyente economista italiano. Su libro Producción de mercancías por medio de mercancías está considerado como la refundación de la escuela clásica de la economía. La denominación de "neorricardianos" se debe a un texto de Rowthorn del decenio de 1980 y es errada, en tanto el origen de los economistas clásicos contemporáneos no surge solo de una fuente de formación en la obra de David Ricardo, sino también de Karl Marx.

## Formación
Hijo de Angelo Sraffa (1865-1937), un eminente profesor de derecho comercial, y de Irma Sraffa (nacida como Tivoli; 1873-1949), nació en Turín el 5 de agosto de 1898. Fue estudiante del Liceo Clásico D'Azeglio y tuvo entre sus profesores a Humberto Cosmo. Se graduó en jurisprudencia en la Universidad de Turín en 1920, con una tesis sobre la inflación en Italia durante el periodo de la Primera Guerra Mundial con Luigi Einaudi, un importante economista y posteriormente presidente de la República Italiana.
Entre 1921 y 1922 estudió en la London School of Economics. En el verano de 1921, en Cambridge, conoció a Keynes, quien le pidió que escribiera un artículo sobre el sistema bancario italiano para el suplemento de economía del periódico Mánchester Guardian (hoy The Guardian). Keynes apreció hasta tal punto el nivel científico del artículo que decidió publicarlo directamente en el Economic Journal, la principal revista inglesa de economía política, con el título La crisis bancaria en Italia. Keynes también confió a Sraffa la edición italiana de su tratado sobre la Reforma Monetaria.
En 1922, Sraffa retornó a Italia y fue nombrado director de la oficina provincial del trabajo de Milán. En Milán frecuentó a Carlo Rosselli y Raffaele Mattioli, en esa época asistentes de Einaudi. Luego fue nombrado profesor de economía política en Perugia y posteriormente en Cagliari. En este período, Sraffa se declaró marxista radical y entabló una gran amistad con Antonio  Gramsci, el principal dirigente del Partido Comunista Italiano, gracias a la cual publicó varios artículos en la L'Ordine Nouvo. Cuando Gramsci fue trasladado de la cárcel a una clínica, Sraffa, con la ayuda económica de Raffaele Mattioli, se hizo cargo de los enormes gastos de estadía en la clínica y, luego de su muerte,  sirvió de intermediario entre Mattioli y Palmiro Togliatti para la entrega a este último de los Cuadernos de la cárcel. En este período también estuvo en contacto con Filippo Turati, uno de los principales exponentes del Partido Socialista Italiano, que posiblemente lo visitó en Rapallo donde su familia poseía una casa para pasar vacaciones.
Con la memoria titulada Sobre las relaciones entre coste y cantidad producida, de 1925, emprendió la revisión de la teoría de los precios, pero aun en un marco marginalista. Edgeworth, que junto con Keynes dirigía el Economic Journal, pidió a Sraffa un artículo sobre el mismo tema, que fue publicado en 1926 con el título The laws of returns under competitive conditions (Las leyes de los rendimientos en condiciones de competencia). Pierangelo Garegnani planteó una ruptura total con la teoría neoclásica posterior a dicha publicación, en otoño de 1927, y los primeros borradores de Producción de mercancías. Incluso se ve con unas ecuaciones que recuerdan producción sin excedente, y un desarrollo incipiente de la teoría del valor y de la distribución clásicas, en radical oposición con la  marginalista.

## Traslado a Cambridge
En 1927, John Maynard Keynes, convencido del valor de Sraffa y preocupado por los riesgos que corría con la dictadura fascista a causa de su amistad con Gramsci (en la cárcel, Sraffa le había procurado literalmente las plumas y el papel con los que escribió sus Cuadernos de la cárcel), lo invitó a la Universidad de Cambridge donde consiguió que le dieran un cargo de docente y posteriormente un puesto de bibliotecario.[cita requerida] En  Cambridge frecuentó a Ludwig Wittgenstein y a Frank Ramsey, con los que discutió las teorías económicas de Keynes y de Friedrich Hayek. Más adelante se dedicó con gran empeño al estudio de la vida y de las obras de David Ricardo, labores que lo llevaron a publicar una edición crítica muy relevante.
En esas conversaciones Sraffa se reveló como un pensador y lógico profundo. Según Wittgenstein, fue sobre todo la aguda y fuerte crítica de Sraffa la que lo forzó a abandonar sus visiones originales y a embarcarse en nuevas rutas.  Wittgenstein agrega que sus discusiones con Sraffa lo hicieron sentirse “como un árbol del cual todas las ramas han sido podadas”.
Luigi Pasinetti, con base en los manuscritos no publicados de Sraffa, identificó cinco fases en su trabajo en  Cambridge:
- 1928-1931: investigaciones sobre la historia de las teorías económicas, con el propósito de recuperar la economía “razonable” de los clásicos, Marx en primer lugar, y de descartar la economía “aberrante” de los marginalistas; intenciones de trabajar en un libro análogo al que habría debido ser El Capital de Marx, incluida la Teoría de la plusvalía, pero evitando el riesgo de “terminar como Marx”, que primero expuso la teoría pero no logró completar la parte histórica y justamente por ello “no logró hacerse entender”; Sraffa pretendía exponer primero la historia y después la teoría, “para lo que se requiere que yo vaya derecho a lo ignoto, de Marshall a  Marx, de la inutilidad al costo material”; primera elaboración de sus ecuaciones sin excedente;

- 1931-1940: edición de las obras de Ricardo; casi listas para impresión, no se publicaban bien fuera porque faltaba la “Introducción” (que Sraffa escribió más tarde), o porque se descubrían nuevos documentos, entre ellos todas las cartas de Ricardo a James  Mill;

- 1941-1945: crítica de la economía  marginalista, en particular de la teoría de la producción y de la distribución, de la teoría del valor (de los precios), de la teoría de la utilidad marginal y de la teoría del interés como premio a la abstinencia; elaboración de sus ecuaciones con excedente;

- 1946-1955: publicación de los diez primeros volúmenes de las obras (partes en español)de  Ricardo (el décimo primero, que contenía los índices, fue publicado en 1973);

- 1955-1960: preparación de Producción de mercancías por medio de mercancías como mera “premisa para una crítica de la economía política”; el proyecto original era demasiado vasto: de la parte histórica sólo quedó un Apéndice de pocas páginas titulado “Nota sobre las fuentes” y se anuncia en el Prefacio que la crítica verdadera y propia se intentará “más tarde, por el autor o por alguien más joven y mejor preparado para la empresa”.

## Producción de mercancías por medio de mercancías
Con su obra Producción de mercancías por medio de mercancías. Preludio a una crítica de la teoría económica (1960) se propuso sentar las bases teóricas para una crítica de la escuela económica predominante en su época, y triunfante hoy en día, la escuela marginalista o neoclásica, y perfeccionar la teoría clásica del valor desarrollada principalmente por Adam Smith, David Ricardo y Karl Marx.
En esa obra, que se convirtió en piedra angular de la historia del pensamiento económico, Sraffa elaboró un modelo lineal de producción en el que es posible determinar la estructura de los precios relativos y una de las dos variables distributivas (la tasa de ganancias o de salarios), dada externamente la otra variable y la tecnología, representada por las cantidades físicas de los bienes individuales necesarios para producir las diversas mercancías con los productos relativos. Mostrando así, como se distribuye el excedente físico, por el mecanismo de los precios de producción.
La determinación simultánea implica que el valor del capital utilizado sólo se puede conocer junto con los precios de las mercancías de las que está constituido. De este modo, las teorías que parten de valores dados de los factores de producción y explican los precios mediante la remuneración de los factores con base en su productividad marginal se tornan incompatibles con el sistema de Sraffa. Pero el resultado más importante es que si el sistema posee más de una mercancía, el análisis marginal se vuelve autocontradictorio en la definición del factor capital si se la independiza de la distribución del ingreso.
En relación con la matemática, es notable destacar como Sraffa en su libro no agradece a ningún economista en especial, el haber recibido alguna ayuda, sino sólo a matemáticos. Y lo notable es que como nos cuenta Pasinetti en Sraffa y la matemática:desconfianza y necesidad, que en la construcción de la mercancía tipo o patrón su amigo matemático Abram Besicovitch, le decía a Piero que matemáticamente el sistema de ecuaciones propuesto por Sraffa, podía tener muchas o ninguna solución. Sraffa sin embargo siguiendo la lógica económica sostiene de porfiado que la solución es única. Al final después de un año de discusión, el propio Besicovitch se convenció de que Sraffa tenía razón. Es en realidad un ejemplo notable de la resistencia de Sraffa a dejarse llevar por caminos de pura razón matemática. Pero también hay que notar que es un ejemplo inusual de lo que sucede en la relación matemáticas y economía.
Este aparato analítico también fue utilizado por los seguidores de Sraffa para criticar, otros dirían complementar, la teoría del valor de Karl Marx y para presentar, una, de muchas soluciones, al "problema de la trasformación de los valores en precios de producción". El mismo Sraffa tomo de autores como Bortkiewicz y Dmitriev, (de este último, Sraffa era el único poseedor de una traducción del ruso en toda Europa) los aportes para explicar a Ricardo sin la deformación de sus continuadores. Los conceptos de bienes básicos y no básicos provienen del ulterior desarrollo por parte de Sraffa de la formalización de Bortkiewicz tan discutida desde su aparición en el libro de Sweezy, "Teoría del desarrollo capitalista". Mientras que de Dmitriev puede observarse en su trabajo de 1960 un aporte formal en la construcción de la mercancía tipo o patrón. Para ver más sobre estos dos autores ver cap. 9, pag. 162 de "Capital y Excedente" y apéndices 1.1 y 1.2.
Sraffa tuvo amistad con Antonio Gramsci, y su formación como economista en Italia le dio la posibilidad de encontrar un mundo de diferencias cuando llegó a Cambridge -en su exilio- y llevar adelante su crítica al marginalismo,-que para él era una aberración de los contenidos de los clásicos y no sólo un error interpretativo- primero en los ´20 a la mediación de Marshall de Ricardo, y luego hacia las interpretaciones de competencia imperfecta y de equilibrio general.
En su obra principal "Producción de Mercancías..." se intenta en palabras del propio Sraffa:

"Es necesario volver a la política económica de los fisiócratas, Smith, Ricardo y Marx.
Y uno debe proceder en dos direcciones: i) purgar la teoría de todas las dificultades e
incongruencias que los economistas clásicos no fueron capaces de superar,
y ii) seguir y desarrollar la relevante y verdadera teoría económica como se vino
desarrollando desde Petty, Cantillon, los fisiócratas, Smith, Ricardo, Marx. Este
natural y consistente flujo de ideas ha sido repentinamente interrumpido y enterrado
debajo de todo, invadido, sumergido y arrastrado con la fuerza de una ola marina
de economía marginal. Debe ser rescatada" Ver en Pasinetti, "Continuidad y Cambio en el pensamiento de Piero Sraffa" 

Por lo tanto el intento de Sraffa es retomar desde los clásicos y Marx, y no rompiendo con Marx, como otros dirían. Para ver una línea de continuación con las ideas de Sraffa, [ver Serrano, 2007]
Pero un resultado crítico que no fue preludio sino epílogo, es el haber demostrado en su capítulo 6, con la reducción de una mercancía a unidades de trabajo fechado, el vuelco decisivo a favor de Cambridge Inglaterra, en su debate con Cambridge, Mass, el cual según cuenta Harcourt, G. fue iniciado por Joan Robinson, preguntándole a Samuelson: ¿Pero...Cómo mide el capital?. (Ver Controversia de Cambridge).
Sraffa mantuvo una fecunda amistad con Ludwig Wittgenstein, quien le agradeció sus importantes apreciaciones acerca de dos de sus obras filosóficas, el Tractatus Logico-Philosophicus y Philosophical Investigations. Durante una caminata Sraffa puso en graves dificultades la convicción que Wittgenstein expresó en el Tractatus de que el lenguaje se podía reducir a la lógica, preguntándole simplemente a cuál lógica se podían reducir los gestos que tanto utilizan los napolitanos.